# Jeremiodes pachycercus
Jeremiodes pachycercus är en insektsart som först beskrevs av Ludwig Redtenbacher 1908.  Jeremiodes pachycercus ingår i släktet Jeremiodes och familjen Phasmatidae. Inga underarter finns listade i Catalogue of Life.